# 季勝
季胜（?—?），嬴姓，赵氏，是赵国的祖先，是颛顼、伯益的后代，商朝纣王的大臣蜚廉的儿子，蜚廉擅长跑步，季胜的哥哥恶来力气大，他们为纣王效力。恶来后被周武王所杀，蜚廉死于霍山。
| 前任： 蜚廉 | 趙氏先祖 | 繼任： 孟增 |